# Teoria de Tudo excepcionalmente simples

Uma representação do Gosset politopo E_{8}

An Exceptionally Simple Theory of Everything, em português Uma teoria de Tudo excepcionalmente simples é o título de um artigo de Física teórica, uma preprint, propondo uma base para uma teoria do campo unificado, denominada Teoria E8, que tenta descrever todas as interações fundamentais da física. O preprint foi postado no arXiv por Antony Garrett Lisi, em novembro de 2007. O título é um trocadilho sobre a álgebra utilizada, a álgebra de Lie do grupo simples e excepcional E8.
O artigo é ainda mais surpreendente, uma vez que seu autor não pertence ao mundo acadêmico padrão da física, mas passa a maior parte do ano praticando surfe no Havaí. Sua teoria afirma que pode unificar todos os campos do Modelo Padrão com a gravidade utilizando uma rede de 248 pontos (rede de geometria E8). Ainda que não tenha sido submetido a revisão por pares ou publicada em qualquer revista acadêmica, tem produzido um alvoroço e variadas reações, e tem atraído o interesse público.
A teoria recebeu elogios de alguns físicos, mas também ceticismo generalizado por parte de outros. A Scientific American relata, em março de 2008, que a teoria estava a ser em grande parte, mas não totalmente, ignorada pela comunidade física, com alguns físicos desenvolvendo o trabalho.
O modelo de Lisi é uma variante e extensão da Teoria da Grande Unificação (em inglês Grand Unification Theory - GUT), descrevendo o eletromagnetismo, a força fraca e a força forte, incluindo a gravitação, com bósons de Higgs e férmions em uma tentativa de descrever todos os campos do modelo padrão e a gravidade como diferentes partes de um campo sobre um espaço-tempo quadridimensional. Mais especificamente, Lisi combina a simetria esquerda-direita de modelo Pati-Salam, de Abdus Salam e Jogesh Pati, com uma descrição da gravidade de MacDowell-Mansouri, utilizando a conexão de spin e frame gravitacional combinada com um bóson de Higgs, que necessitam de uma constante cosmológica. O modelo é formulado como uma teoria de gauge, usando uma modificação do modelo BF, com E8 como o grupo de Lie. Matematicamente, este é um E8 principal, com ligação, sobre base quadridimensional múltipla. O modelo incorporado ao modelo padrão leva a prever a existência de 22 novas partículas bosônicas.